# Giruá
Giruá es un municipio brasileño del estado de Rio Grande do Sul.
Su población estimada para el año 2003 era de 17.889 habitantes.
Ocupa una superficie de 855,92 km².

## Etimología
El nombre Giruá proviene de jerivá, una palabra indígena para el fruto de la butia yatay.

## Historia
La zona de Giruá fue habitada por primera vez por el pueblo guaraní, y en el siglo XVII llegaron las misiones jesuitas.

## Economía
Debido a su rico suelo volcánico, la agricultura es importante en Giruá, especialmente la producción de soja. Su apodo es la "Capital de la Productividad". Otros cultivos importantes son el maíz, el trigo, el girasol y la linaza.

## Municipios limítrofes
- Santa Rosa
- Três de Maio
- Independência
- Catuípe
- Santo Ângelo
- Sete de Setembro
- Senador Salgado Filho

- Datos: Q1785990
- Multimedia: Giruá / Q1785990

1. ↑  Worldpostalcodes.org,código postal n.º 98870-000.